# Cosmi
Cosmi (en grec antic κόσμοι) eren els magistrats en cap de les ciutats a Creta abans de la dominació romana. Les institucions cretenques eren d'origen dòric i més endavant, amb les migracions cap a Grècia, aquestes institucions es van traslladar des de Creta a Esparta on van evolucionar. Els espartans de fet les van perfeccionar, segons diu Aristòtil, mentre a Creta van seguir inalterades o amb molt poques modificacions. Es coneix el paper dels cosmi a partir de les Lleis de Gortina, una compilació legal de Creta gravada en pedra descoberta a la ciutat de Gortina.
Els cosmi eren deu i es poden comparar als èfors espartans. El principal dels cosmi s'anomenava πρωτόκοσμος ("protokosmos"), que tenia autoritat civil i militar i el seu nom donava nom a l'any, com passava amb els èfors a Esparta. Governava d'acord amb la Gerúsia (equivalent a la Bulé grega) o assemblea d'ancians. L'Ekklesia, o assemblea del poble, tenia per missió aprovar els decrets que se li sotmetien. Amb el temps el càrrec de Cosmi va passar a les principals famílies i més tard van ser elegits de manera democràtica.
La població estava formada pels homes lliures (dòrics) els periecs (descendents de la població conquerida) i els ilotes o esclaus dividits en diverses subclasses.